# William H. Robertson

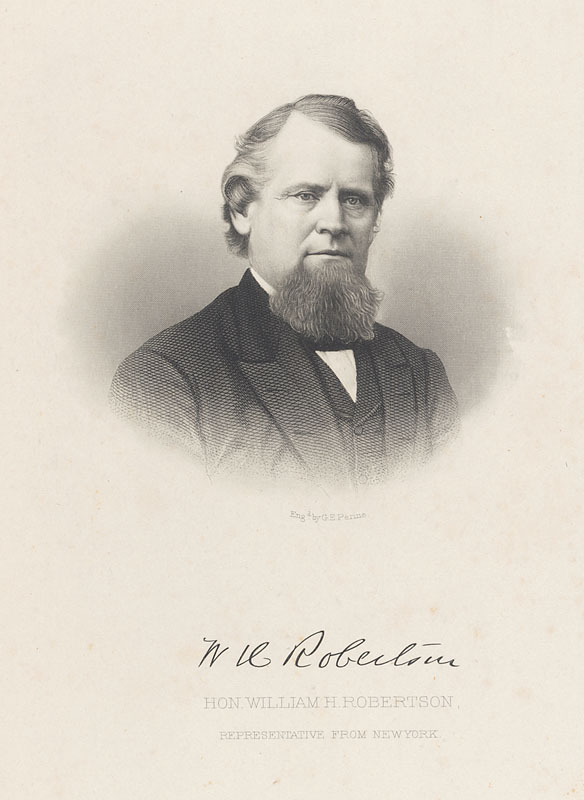
William H. Robertson

William Henry Robertson (10 de outubro de 1823 Bedford, Condado de Westchester, Nova York - 6 de dezembro de 1898 Katonah, Westchester Co., NY), também conhecido como W. H. Robertson, foi um advogado e político norte-americano de Nova York.
Robertson era conhecido por ter se aliado à facção Half-Breed (Os "Mestiços" eram uma facção política do Partido Republicano dos Estados Unidos no final do século XIX), que como um todo apoiava a reforma moderada do serviço civil e enfatizava as questões de tarifas protecionistas, bem como a indústria.